# Lucilia coeruleiviridis
Lucilia coeruleiviridis är en tvåvingeart som beskrevs av Macquart 1855. Lucilia coeruleiviridis ingår i släktet Lucilia och familjen spyflugor. Inga underarter finns listade i Catalogue of Life.